# Norbanus dysaules
Norbanus dysaules är en stekelart som beskrevs av Walker 1843. Norbanus dysaules ingår i släktet Norbanus och familjen puppglanssteklar. Inga underarter finns listade i Catalogue of Life.